# Matra Murena
De Matra Murena is een automodel van de Franse autofabrikant Matra dat van 1980 tot en met 1983 is gebouwd in de Matrafabriek te Romorantin. Door de samenwerking met PSA is de auto onder de merknaam Talbot verkocht als Talbot-Matra Murena.

## Murena
De Murena kwam in september 1980 op de markt, als opvolger van de Matra Bagheera. De carrosserie, getekend door Antonis Volanis, was van met glasvezel versterkt polyester. Door het chassis thermisch te verzinken werd het roestprobleem, dat de Bagheera zo berucht maakte, vrijwel opgelost. Het unieke driezitsconcept en de middenmotor bleven, maar de aluminium achteras van de Bagheera werd vervangen door een conventioneel stalen exemplaar. De versnellingsbak met vijf versnellingen was afkomstig van de Citroën CX, de voorwielophanging en stuurinrichting waren van Simca, evenals de motoren. Oorspronkelijk was de tweeliter Douvrin-motor voorzien (o.a. toegepast in de Citroën CX 20), maar Renault stond het gebruik hiervan niet toe, uit vrees voor concurrentie met de Renault Fuego.

## Uitvoeringen
Er waren drie versies leverbaar, een instapmodel Murena 1.6 met de 1592cc Simca type 315-motor van de Talbot Solara, gevolgd door een luxere versie Murena 2.2 met de 2155cc Simca type 180-motor van de Talbot Tagora. Van de laatste serie, de S-uitvoering, werden slechts 480 exemplaren gebouwd. Ze werden door de Matra-fabriek voorzien van een beter uitgebalanceerd drijfwerk, twee dubbele Solex-carburateurs, scherpere nokkenas en gewijzigde ontstekingscurve. De S-uitvoering had meer bij het model passende prestaties. Deze S-uitvoering is herkenbaar aan het chassisnummer dat met 'EX750' begint.
Voor de Murena 1.6 waren als optie 6Jx14-lichtmetalen velgen (standaard werden 5,5Jx13-stalen velgen geleverd), getint glas en elektrisch bedienbare portierramen leverbaar; bij de Murena 2.2 waren deze standaard. Tevens heeft de 2.2 een console voor de versnellingspook, een choke verklikkerlicht, hoogpolig tapijt, velours bekleding en een verstelbare voetenbank voor de passagiers. Uiterlijk verschilt de 2.2 alleen door een iets lagere achtervering, de "2.2" aanduiding op de B-stijl en rechts op het dashboard en striping in wagenkleur op de voorbumper. Op de S-uitvoering werden side-skirts en een achterspoiler gemonteerd,
De Murena heeft, net als de Bagheera, verschillende bandenmaten voor en achter. De auto's met 13-inch-velgen werden met Michelin XVS-banden geleverd (175/70HR13 voor, 195/70HR13 achter), die met 14 inch-velgen met Pirelli P6 (185/60HR14 voor, 195/60HR14 achter).
| Uitvoering                                                 | Murena 1.6                                             | Murena 2.2                                          | Murena 2.2 Préparation 142 & Murena 2.2 S                                               |
| Motortype                                                  | Simca type 315                                         | Simca type 180                                      | Simca type 180                                                                          |
| Nokkenas                                                   | 1 onderliggende nokkenas                               | 1 bovenliggende nokkenas                            | 1 bovenliggende nokkenas, speciaal geslepen                                             |
| Cilinderinhoud                                             | 1592 cm³                                               | 2155 cm³                                            | 2155 cm³                                                                                |
| Boring × slag                                              | 80,6 mm × 78 mm                                        | 91,7 mm × 81,6 mm                                   | 91,7 mm × 81,6 mm                                                                       |
| Compressieverhouding                                       | 9.35 : 1                                               | 9.45 : 1                                            | 9.5 : 1                                                                                 |
| Maximaal vermogen                                          | 68 kW (92 pk) bij 5.600 tr/min                         | 86 kW (118 pk) bij 5.800 tr/min                     | 104 kW (142 pk) bij 6.000 tr/min                                                        |
| Maximaal koppel                                            | 13,5 mkg (132 Nm) bij 3.200 tr/min                     | 18,5 mkg (181 Nm) bij 3.000 tr/min                  | 19,1 mkg (187 Nm) bij 3.800 tr/min                                                      |
| Brandstof                                                  | Superbenzine (RON 95)                                  | Superbenzine (RON 98)                               | Superbenzine (RON 98)                                                                   |
| Brandstofsysteem                                           | 1 dubbel uitgevoerde carburateur, type Weber 36DCNVA16 | 1 dubbel uitgevoerde carburateur, type Solex 34CICF | speciaal inlaatspruitstuk voor 2 dubbel uitgevoerde carburateurs, type Solex 40 ADDH E. |
| Acceleratie 1 kilometer met staande start                  | 33,3 s                                                 | 30,4 s                                              | 29,1 s                                                                                  |
| Acceleratie van 0 tot 100 km/h                             | 11,8 s                                                 | 9,3 s                                               | 8,4 s                                                                                   |
| Topsnelheid                                                | 182 km/h                                               | 197 km/h                                            | 210 km/h                                                                                |
| Brandstofverbruik bij 90 km/h constant in het stadsverkeer | 6 l/100 km 10,5 l/100 km                               | 6,9 l/100 km 12,3 l/100 km                          | 6,9 l/100 km 13,9 l/100 km                                                              |

## Kleuren

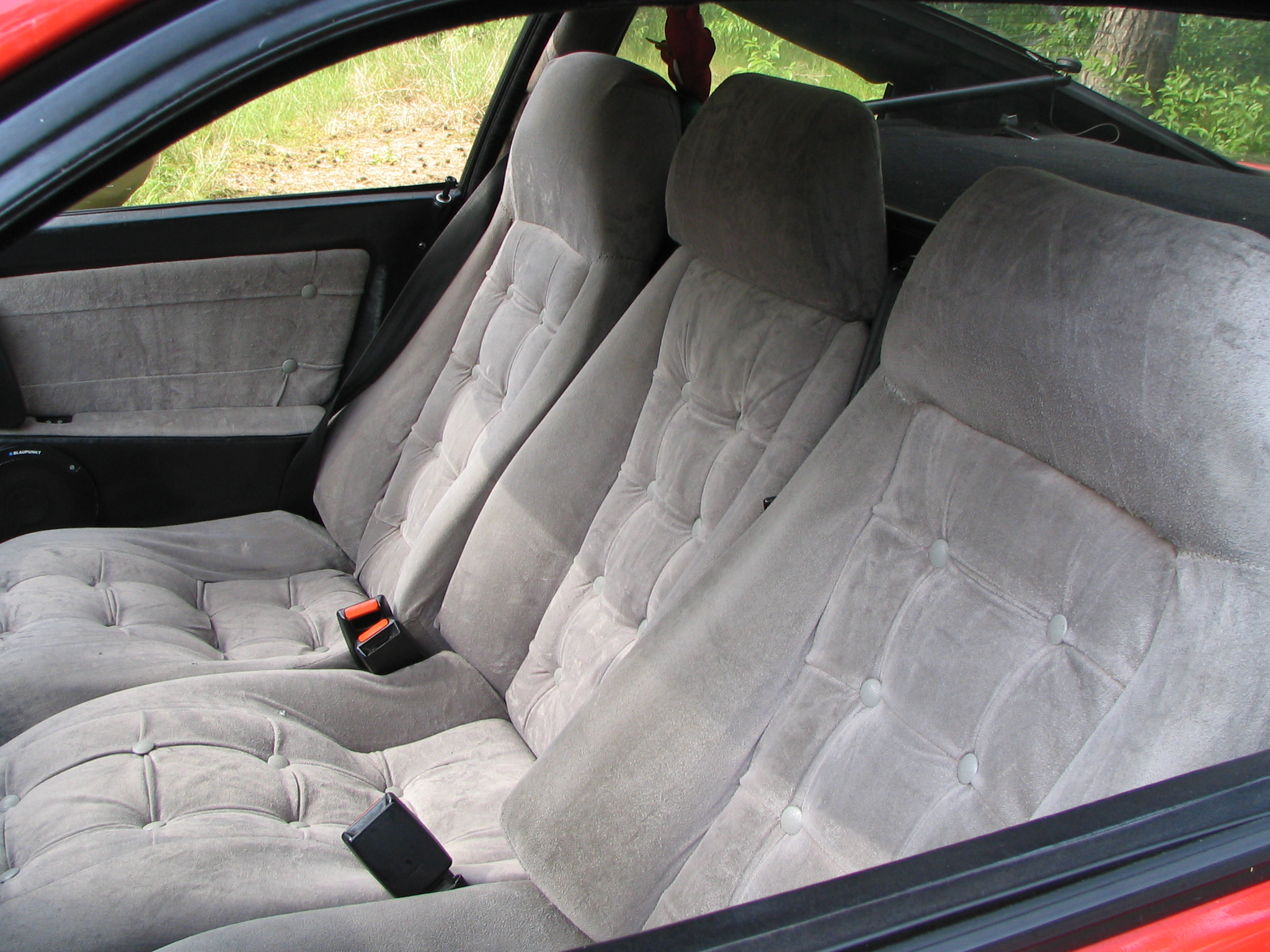
Interieur van een Murena 2.2 uit modeljaar 1982

De Murena was in eerste instantie alleen leverbaar in de kleur Platine (beige metallic). Pas tegen het eind van modeljaar 1981 werden ook andere kleuren leverbaar. De meeste Murena's die thans rondrijden, zijn al eens overgespoten, omdat de lak na verloop van tijd onder invloed van uv-licht gaat verkleuren.
De verschillende modellen werden ieder met een eigen soort en kwaliteit bekleding geleverd. De 1.6 had bekleding met een pied-de-poule-motief; de 2.2 had effen velours bekleding met knopen. In modeljaar 1981 was de Murena uitsluitend met een bruin interieur leverbaar, vanaf modeljaar 1982 behoorde ook een zwart interieur met grijze stof tot de mogelijkheden. In modeljaar 1983 werd een andere stof (Trèves, grijs/zwart of lichtbruin/donkerbruin gestreept) bij de 2.2 toegepast. De 2.2S ten slotte (modeljaar 1984) had alleen de grijs/zwart gestreepte bekleding en een volledig zwart interieur, waarbij zelfs de bekleding op het dashboard vervangen was door zwart kunstleer.
De volgende kleuren zijn af-fabriek geleverd:
| Kleur             | Interieur         | Modeljaren **           |
| ----------------- | ----------------- | ----------------------- |
| Blanc Neve        | bruin grijs/zwart | 1981 1982-1983-1984 (S) |
| Bordeaux *        | bruin             | 1981                    |
| Vert Hudson *     | bruin             | 1981-1982-1983          |
| Corail *          | bruin             | 1981-1982               |
| Platine * (beige) | bruin             | 1981-1982               |
| Rouge Méphisto    | grijs/zwart       | 1982-1983-1984 (S)      |
| Gris Titane *     | grijs/zwart       | 1983-1984 (S)           |
| Cannelle *        | bruin             | 1983                    |
| Jaune Mimosa      | grijs/zwart       | 1983                    |
| Bleu Colombia *   | grijs/zwart       | 1983-1984 (S)           |

* : Metalliclak
**: Een modeljaar begint in de zomer van het voorafgaande jaar, modeljaar 1984 al in juni 1983. Modeljaren zijn te herkennen aan een lettercode in het chassisnummer; BX = 1981, CX = 1982, DX = 1983 en EX = 1984 (allen Murena 2.2S) 

## Opgevoerde versies

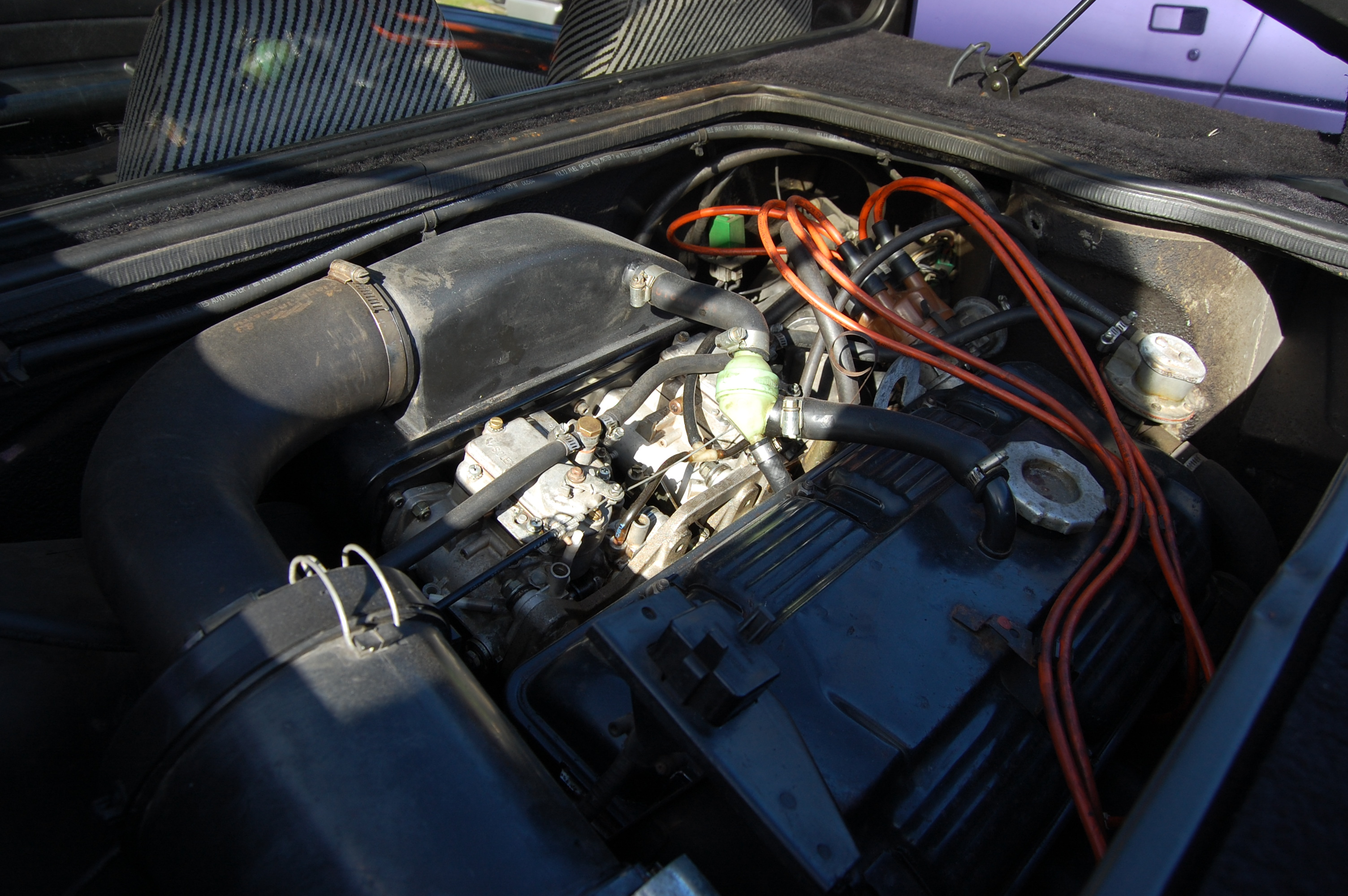
Murena 2.2S motor in originele staat

Ondanks de verbeterde kwaliteit (roestbescherming) en krachtiger motoren ten opzichte van de Bagheera, was de Murena geen commercieel succes. Met name de hoge prijs, het feit dat de hot hatch in de mode was (voor minder geld was de VW Golf GTI te koop, met vergelijkbare prestaties) en het gemis van een echt sportieve motor maakten dat de verkoopcijfers achterbleven. Matra presenteerde in november 1981 de Murena 4S, met een op basis van de 2.2 ontwikkelde 180 pk sterke motor met vier kleppen per cilinder, met een topsnelheid van 230 km/h en een acceleratie van 0–100 km/h in 7,2 seconden. De PSA-directie blokkeerde dit voorstel en het bleef bij twee prototypes, een blauw exemplaar met de 2.2 S-motor en een gele Murena met de 180 pk sterke 2.2-motor. Beide auto's bestaan nog in collecties. Een prototype met de Matra V12-motor uit de Formule 1 is vernietigd.

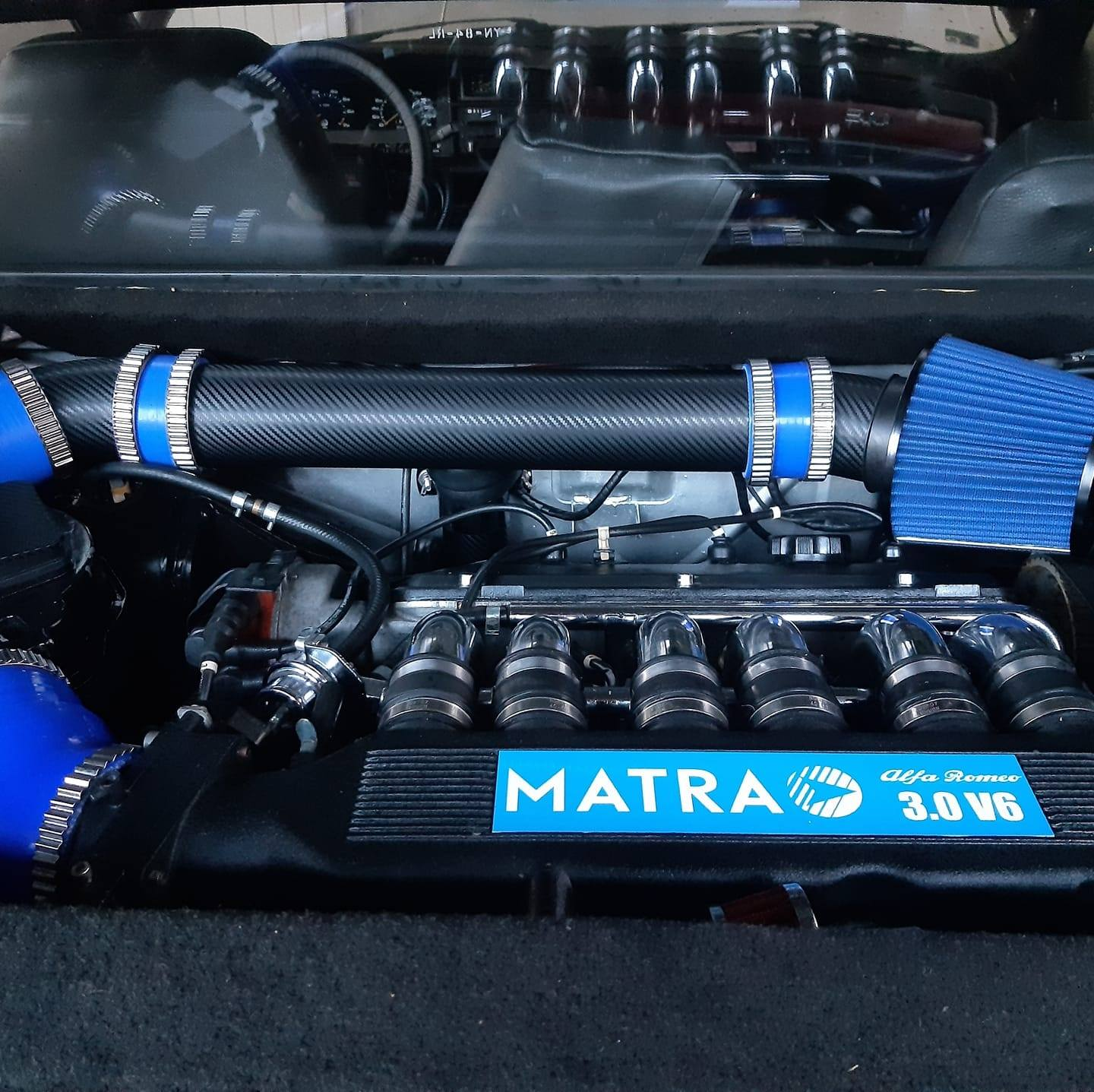
Alfa Romeo V6 12V motor uit een Alfa 164 ingebouwd in een Matra Murena.

Uiteindelijk kwam er in 1982 een tuningkit genaamd "Préparation 142", bestaande uit twee Solex 40ADDHE-carburateurs, een scherpere nokkenas en een gewijzigde ontstekingscurve voor de 2.2-motor beschikbaar, waarmee het vermogen op 142 pk en de topsnelheid op 210 km/h kon worden gebracht. Tevens hoorden bij deze kit in de kleur van de auto gespoten side-skirts en een zwarte achterspoiler. Er zijn vijf (3 voor Frankrijk en 2 voor Duitsland) demonstratie-auto's gebouwd met deze tuningkit; waarvan 4 exemplaren de enige Murena's zijn die door de fabriek in de kleur zwart zijn gespoten. Omdat montage van deze tuningkit 25 werkuren in beslag nam, was ook dit geen groot succes. In het allerlaatste modeljaar 1984 (feitelijk alleen juni en juli 1983) werd de Murena uitsluitend met deze kit gebouwd, als Murena 2.2 S. Een originele S kan men herkennen aan het chassisnummer ('EX' geeft modeljaar 1984 weer), de RDW houdt deze typen niet uit elkaar en geeft alle ingevoerde Murena 2.2 tegenwoordig als type-aanduiding Talbot Murena 2.2 S mee op het kentekenbewijs.
Later zijn door hobbyisten en tuners verdere opvoersets ontwikkeld. Omdat de 2.2-motor de basis vormde van de motor in de Peugeot 505 Turbo, zijn er op relatief eenvoudige wijze enkele Murena's met deze turbomotoren omgebouwd. Tevens is door Matraspecialist Carjoy een kit ontwikkeld, waarbij de motor wordt vervangen door een 184 pk sterke drieliter-V6-motor uit de Alfa Romeo 164. Minimaal één Matra Murena is uitgerust met het blok van een Mazda RX-7. Ook is er een uitgerust met een 2.0 turbo motor van een Citroen XM Turbo C.T.

## Einde van de Murena
Matra had het ontwerp voor een MPV klaarliggen, die de opvolger moest worden van de Matra Rancho. PSA werd geplaagd door financiële problemen en had geen interesse, maar Renault zag wel brood in dit ontwerp en nam in 1982 de deelneming van PSA in Matra over. Matra ging voor Renault de Espace bouwen. Omdat de fabriek over slechts één productielijn beschikte, moest de productie van de Murena worden gestaakt.
In juli 1983 werd de productie, na 10.680 exemplaren beëindigd. Er waren toen 5.640 stuks Murena 1.6, 4.560 stuks Murena 2.2 en 480 stuks Murena 2.2 S gebouwd. De Murena was het laatste model met de merknaam Matra, hoewel het typeplaatje onder de motorkap van de Renault Espace (tot en met 2002) en de Renault Avantime als producent Matra Automobile vermeldt.

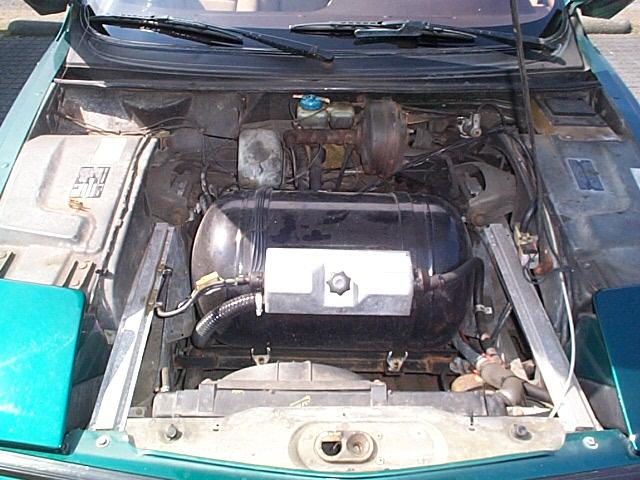
Lpg-tank in een Matra Murena

## Murena in Nederland
Er zijn in Nederland ongeveer 200 exemplaren van de Matra Murena 1.6 en 2.2 nieuw verkocht (de prijs was 36.900 Nederlandse gulden in 1982, omgerekend 16.744 euro); de Murena 2.2 S is nooit in Nederland geleverd. Omdat de auto inmiddels bijna 40 jaar uit productie is, zijn onderdelen niet meer bij Peugeot-dealers te krijgen. Het motortype, dat in de Murena 1.6 is toegepast, werd tot 1992 in de Peugeot 309 gebruikt.
Het is mogelijk om een lpg-tank te bouwen voor in de Murena, om zo de brandstofkosten te drukken. Door het vervallen van de vrijstelling motorrijtuigenbelasting voor oldtimers is dit nog nauwelijks interessant.

## Murena in België
De Murena is in België eveneens nieuw verkocht, de 1.6 kostte 310.000 Belgische frank (omgerekend 7.685 euro), de 2.2 werd voor 365.000 Belgische frank (omgerekend 9.048 euro) verkocht Noch over de verkoop van de Murena in België, noch over het aantal in dat land aanwezige exemplaren, zijn aantallen bekend. Wel bestaat er een z.g. Belgische variant van de plastic omranding van de versnellingspook. Hierbij zit de chokeknop aan de rechterkant, terwijl op alle andere markten de chokeknop aan de linkerkant zit. De reden hiervoor is is dat in België tot 1982 een regel bestond dat de versnellingspook een bepaalde afstand tot de deur moest hebben, door de chokeknop aan de rechterkant te plaatsen is dit bewerkstelligd.

## Trivia
- De meest zeldzame versie is de Murena 1.6 in de kleur Jaune Mimosa (22 exemplaren), op de voet gevolgd door de Murena 1.6 in de kleur Cannelle (71 exemplaren).[12]
- Een Murena 2.2 S in uitstekende staat kan wel 16.000 euro opbrengen.[13]